# KNSB Cup (marathonschaatsen) 2023/2024
De KNSB Cup (marathonschaatsen) 2023/2024 is het jaarlijks terugkerende klassement over de gehouden Marathon Cup wedstrijden in Nederland. Het is de eenenvijftigste keer dat de KNSB Cup wordt uitgereikt. De officiële naam van de KNSB Cup dit marathonseizoen is de Daikin Cup vernoemd naar de hoofdsponsor Daikin.
Hieronder is een overzicht van de winnaars van de marathon cup's en een overzicht van het eindklassement.

## Podia
| Divisie             | Eerste               | Tweede           | Derde             |
| ------------------- | -------------------- | ---------------- | ----------------- |
| Top-divisie mannen  | Harm Visser          | Luc ter Haar     | Sjoerd den Hertog |
| Top-divisie vrouwen | Elsemieke van Maaren | Esther Kiel      | Irene Schouten    |
| Beloften mannen     | Wisse Slendebroek    | Daan Berkhout    | Jorian ten Cate   |
| Beloften vrouwen    | Jet Fransen          | Maaike Koelewijn | Gioya Lancee      |

## Marathon Cup wedstrijden
| Datum       | Plaats      | Onderdeel                                                          | Winaars            | Winaars             | Winaars             | Winaars            |
| Datum       | Plaats      | Onderdeel                                                          | Top-divisie mannen | Top-divisie vrouwen | Beloften mannen     | Beloften vrouwen   |
| ----------- | ----------- | ------------------------------------------------------------------ | ------------------ | ------------------- | ------------------- | ------------------ |
| 21 oktober  | Groningen   | Marathon Cup 1; Bouwselect marathon                                | Harm Visser        | Marijke Groenewoud  | Wisse Slendebroek   | Gioya Lancee       |
| 28 oktober  | Utrecht     | Marathon Cup 2; Vechtsebanen Marathon                              | Daan Gelling       | Irene Schouten      | Jorian ten Cate     |                    |
| 4 november  | Heerenveen  | Marathon Cup 3; Royal A-ware Marathon                              | Harm Visser        | Irene Schouten      |                     | Jet Fransen        |
| 11 november | Den Haag    | Marathon Cup 4; Uithof bokaal                                      | Harm Visser        | Marijke Groenewoud  | Wisse Slendebroek   | Lidia Tempert      |
| 18 november | Haarlem     | Marathon Cup 5; Jan van der Hoorn Schaatssport Marathon            | Harm Visser        | Bente Kerkhoff      | Wisse Slendebroek   | Lidia Tempert      |
| 26 november | Hoorn       | Marathon Cup 6; Sjoerd Huisman Bokaal/Wokke Vastgoed Marathon 2023 | Bart Swings        | Esther Kiel         | Wisse Slendebroek   | Gioya Lancee       |
| 9 december  | Deventer    | Marathon Cup 7; Van Wijnen Marathon                                | Harm Visser        | Ineke Dedden        | Wisse Slendebroek   | Nikki Noordergraaf |
| 16 december | Breda       | Marathon Cup 8; Club-assistent Brabantcup 1                        | Harm Visser        | Arianna Pruisscher  |                     | Eline Cox          |
| 23 december | Groningen   | Marathon Cup 9                                                     | Bart Swings        | Irene Schouten      | Jorian ten Cate     |                    |
| 6 januari   | Tilburg     | Marathon Cup 10; Club-assistent Brabantcup 2                       | Evert Hoolwerf     | Irene Schouten      |                     | Gioya Lancee       |
| 13 januari  | Heerenveen  | Marathon Cup 11; Rein Zwart Bokaal                                 | Tjerk de Boer      | Marijke Groenewoud  | Colin Duivenvoorden |                    |
| 20 januari  | Eindhoven   | Maraton Cup 12; Club-assistent Brabantcup 3                        | Harm Visser        | Esther Kiel         | Jorian ten Cate     | Maaike Koelewijn   |
| 10 februari | Alkmaar     | Marathon Cup 13                                                    | Harm Visser        | Lianne van Loon     | Giovanni Trébouta   |                    |
| 17 februari | Amsterdam   | Marathon Cup 14; Jaap Eden Trofee                                  | Crispijn Ariëns    | Ineke Dedden        | Wisse Slendebroek   | Gioya Lancee       |
| 3 maart     | Leeuwaarden | Marathon Cup 15; finale                                            | Harm Visser        | Irene Schouten      | Jorian ten Cate     | Gioya Lancee       |

## Eindklassementen
Top-divisie mannen
| Algemene stand | Algemene stand    | Algemene stand | Algemene stand                  | Algemene stand | Algemene stand | Algemene stand | Algemene stand | Algemene stand | Algemene stand | Algemene stand | Algemene stand | Algemene stand | Algemene stand | Algemene stand | Algemene stand | Algemene stand | Algemene stand | Algemene stand | Algemene stand |
| Nr.            | Naam              | Nationaliteit  | Ploeg                           | Punten         | Punten         | Punten         | Punten         | Punten         | Punten         | Punten         | Punten         | Punten         | Punten         | Punten         | Punten         | Punten         | Punten         | Punten         | Punten         |
| Nr.            | Naam              | Nationaliteit  | Ploeg                           | #1             | #2             | #3             | #4             | #5             | #6             | #7             | #8             | #9             | #10            | #11            | #12            | #13            | #14            | #15            | Totaal         |
| -------------- | ----------------- | -------------- | ------------------------------- | -------------- | -------------- | -------------- | -------------- | -------------- | -------------- | -------------- | -------------- | -------------- | -------------- | -------------- | -------------- | -------------- | -------------- | -------------- | -------------- |
| 1              | Harm Visser       | Nederland      | Jumbo-Visma                     | 30,1           | 16             | 30,1           | 30,1           | 30,1           | 21             | 25,1           | 30,1           | 21             |                | 9              | 25,1           | 30,1           | 18             | 35,1           | 350,9          |
| 2              | Luc ter Haar      | Nederland      | Bouwselect / De Haan Westerhoff | 22             | 14             | 26             | 21             | 20             | 18             |                | 13             | 18             |                |                | 17             | 26             | 21             | 29             | 245            |
| 3              | Sjoerd den Hertog | Nederland      | Royal A-ware                    | 16             | 13             | 23             | 26             | 26             | 12             | 18             |                | 17             |                |                | 16             | 21             | 16             | 20             | 224            |
| 4              | Jeroen Janissen   | Nederland      | OKAY/Interfarms                 | 20             | 12             | 17             | 12             | 22             |                | 12             | 20             |                | 19             | 23             |                | 22             |                | 15             | 194            |
| 5              | Evert Hoolwerf    | Nederland      | Team Reggeborgh                 |                | 15             | 12             | 23             | 23             | 13             | 4              | 23             | 15             | 30,1           |                | 18             |                | 5              |                | 181,1          |
| 6              | Daan Gelling      | Nederland      | Royal A-ware                    | 15             | 30,1           | 13             | 20             | 8              |                |                | 18             | 16             |                | 8              | 13             | 11             | 9              | 14             | 175,1          |
| 7              | Christian Haasjes | Nederland      | Bouwselect / De Haan Westerhoff | 18             |                | 20             | 22             | 17             |                | 21             | 6              |                | 23             | 5              | 10             |                | 15             |                | 157            |
| 8              | Jordy Harink      | Nederland      | Royal A-ware                    | 21             |                | 15             | 13             | 21             | 11             | 14             | 21             | 13             |                | 1              |                |                | 12             |                | 142            |
| 9              | Roel Boek         | Nederland      | Port of Amsterdam / SKITS       | 19             | 20             | 19             | 11             | 4              | 8              | 15             |                | 8              | 15             | 3              |                | 9              | 11             |                | 142            |
| 10             | Tjerk de Boer     | Nederland      | Royal A-ware                    | 17             | 5              | 11             |                |                |                |                |                |                |                | 30,1           | 21             | 23             | 17             | 13             | 137,1          |

Top-divisie vrouwen
| Algemene stand | Algemene stand         | Algemene stand | Algemene stand                      | Algemene stand | Algemene stand | Algemene stand | Algemene stand | Algemene stand | Algemene stand | Algemene stand | Algemene stand | Algemene stand | Algemene stand | Algemene stand | Algemene stand | Algemene stand | Algemene stand | Algemene stand | Algemene stand |
| Nr.            | Naam                   | Nationaliteit  | Ploeg                               | Punten         | Punten         | Punten         | Punten         | Punten         | Punten         | Punten         | Punten         | Punten         | Punten         | Punten         | Punten         | Punten         | Punten         | Punten         | Punten         |
| Nr.            | Naam                   | Nationaliteit  | Ploeg                               | #1             | #2             | #3             | #4             | #5             | #6             | #7             | #8             | #9             | #10            | #11            | #12            | #13            | #14            | #15            | Totaal         |
| -------------- | ---------------------- | -------------- | ----------------------------------- | -------------- | -------------- | -------------- | -------------- | -------------- | -------------- | -------------- | -------------- | -------------- | -------------- | -------------- | -------------- | -------------- | -------------- | -------------- | -------------- |
| 1              | Elsemieke van Maaren   | Nederland      | BDM / BTZ                           | 16             | 26             | 16             | 18             | 11             | 21             | 17             | 9              | 15             | 17             | 7              | 14             | 17             | 23             | 24             | 251            |
| 2              | Esther Kiel            | Nederland      | BDM / BTZ                           |                | 6              | 17             |                |                | 25,1           |                | 23             | 21             | 21             | 18             | 25,1           | 21             | 11             | 29             | 217,2          |
| 3              | Irene Schouten         | Nederland      | Team Albert Heijn Zaanlander        | 26             | 30,1           | 30,1           | 17             |                |                |                |                | 25,1           | 25,1           | 21             |                |                |                | 35,1           | 209,5          |
| 4              | Tessa Snoek            | Nederland      | VGR Sport / Vreugdenhil Dairy Foods | 12             | 3              | 5              | 14             | 18             |                | 15             | 14             | 13             | 16             | 12             | 21             | 16             | 9              | 5              | 183            |
| 5              | Marijke Groenewoud     | Nederland      | Team Albert Heijn Zaanlander        | 30,1           | 9              | 26             | 30,1           |                |                |                | 26             | 16             |                | 30,1           |                |                |                |                | 167,3          |
| 6              | Arianna Pruisscher     | Nederland      | Team Albert Heijn Zaanlander        |                |                | 3              | 21             | 14             | 13             | 16             | 30,1           | 18             | 15             | 5              | 7              |                | 22             |                | 164,1          |
| 7              | Loesanne van der Geest | Nederland      | PMG Bakker                          | 5              | 19             | 6              | 7              | 10             | 15             |                | 22             | 12             | 13             | 1              | 12             | 12             | 21             | 8              | 163            |
| 8              | Maaike Verweij         | Nederland      | Team Albert Heijn Zaanlander        | 14             | 5              | 15             | 13             | 9              | 18             | 21             | 12             |                | 17             | 16             |                |                |                |                | 140            |
| 9              | Beau Wagemaker         | Nederland      | PMG Bakker                          | 4              | 17             |                | 6              | 15             | 16             | 6              | 7              |                | 9              | 15             | 10             | 14             | 8              | 11             | 138            |
| 10             | Lianne van Loon        | Nederland      | KNSB Inline Selectie                | 13             |                |                | 15             |                |                |                | 11             | 11             | 18             | 14             | 18             | 25,1           | 12             |                | 137,1          |

Beloften mannen
| Algemene stand | Algemene stand      | Algemene stand | Algemene stand                  | Algemene stand | Algemene stand | Algemene stand | Algemene stand | Algemene stand | Algemene stand | Algemene stand | Algemene stand | Algemene stand | Algemene stand | Algemene stand | Algemene stand | Algemene stand |
| Nr.            | Naam                | Nationaliteit  | Ploeg                           | Punten         | Punten         | Punten         | Punten         | Punten         | Punten         | Punten         | Punten         | Punten         | Punten         | Punten         | Punten         | Punten         |
| Nr.            | Naam                | Nationaliteit  | Ploeg                           | #1             | #2             | #4             | #5             | #6             | #7             | #9             | #11            | #12            | #13            | #14            | #15            | Totaal         |
| -------------- | ------------------- | -------------- | ------------------------------- | -------------- | -------------- | -------------- | -------------- | -------------- | -------------- | -------------- | -------------- | -------------- | -------------- | -------------- | -------------- | -------------- |
| 1              | Wisse Slendebroek   | Nederland      | OKAY/Interfarms                 | 30,1           | 21             | 25,1           | 7              | 30,1           | 30,1           | 21             |                |                | 23             | 25,1           |                | 212,5          |
| 2              | Daan Berkhout       | Nederland      | Team Reggeborgh                 | 26             | 16             |                | 23             |                | 17             | 13             | 13             | 17             |                | 17             | 29             | 171            |
| 3              | Jorian ten Cate     | Nederland      | OKAY/Interfarms                 |                | 25,1           |                | 14             |                |                | 25,1           | 2              | 25,1           |                | 18             | 40,1           | 149,4          |
| 4              | Jasper Tinga        | Nederland      | Douma Staal                     |                | 11             | 17             |                | 16             | 11             | 12             |                |                | 9              | 14             | 25             | 115            |
| 5              | Hylke de Boer       | Nederland      | Bouwselect / De Haan Westerhoff | 21             | 12             | 12             | 6              | 15             |                | 10             |                |                | 26             |                | 13             | 115            |
| 6              | Jesse Vollaard      | Nederland      | Vector                          | 22             |                | 4              | 21             | 18             | 15             | 17             |                | 6              |                |                | 11             | 114            |
| 7              | Chris Berkhout      | Nederland      | Van Ramshorst Renault           | 5              | 15             | 10             | 5              |                | 18             | 18             | 1              | 18             | 2              |                | 3              | 95             |
| 8              | Simon de Smit       | Nederland      | Vecter                          |                |                |                | 19             |                | 9              | 14             |                | 8              | 8              | 16             | 15             | 89             |
| 9              | Matthé Pronk        | Nederland      | SKITS                           | 2              |                | 11             |                |                | 16             |                |                | 12             |                | 5              | 19             | 65             |
| 10             | Colin Duivenvoorden | Nederland      | Douma Staal                     |                |                | 18             |                |                |                |                | 25,1           | 21             |                |                |                | 64,1           |

Beloften vrouwen
| Algemene stand | Algemene stand      | Algemene stand | Algemene stand                      | Algemene stand | Algemene stand | Algemene stand | Algemene stand | Algemene stand | Algemene stand | Algemene stand | Algemene stand | Algemene stand | Algemene stand | Algemene stand | Algemene stand |
| Nr.            | Naam                | Nationaliteit  | Ploeg                               | Punten         | Punten         | Punten         | Punten         | Punten         | Punten         | Punten         | Punten         | Punten         | Punten         | Punten         | Punten         |
| Nr.            | Naam                | Nationaliteit  | Ploeg                               | #1             | #3             | #4             | #5             | #6             | #7             | #8             | #10            | #12            | #14            | #15            | Totaal         |
| -------------- | ------------------- | -------------- | ----------------------------------- | -------------- | -------------- | -------------- | -------------- | -------------- | -------------- | -------------- | -------------- | -------------- | -------------- | -------------- | -------------- |
| 1              | Jet Fransen         | Nederland      | Wokke Vastgoed                      | 12             | 25,1           | 16             |                | 17             | 21             | 15             | 21             | 21             | 3              | 29             | 180,1          |
| 2              | Maaike Koelewijn    | Nederland      | Fortune Coffee                      | 17             | 21             | 18             | 13             | 12             | 10             | 13             | 14             | 25,1           | 4              | 24             | 171,1          |
| 3              | Gioya Lancee        | Nederland      | BDM / BTZ                           | 30,1           | 17             |                |                | 25,1           |                |                | 25,1           |                | 30,1           | 35,1           | 162,5          |
| 4              | Anna Marit Sybrandi | Nederland      | Boltrics                            | 15             | 18             | 17             | 23             | 18             |                | 22             | 18             | 16             |                | 11             | 158            |
| 5              | Iris Tiben          | Nederland      | Wokke Vastgoed                      | 8              | 16             | 11             | 22             | 15             | 11             | 5              |                | 17             | 26             | 20             | 151            |
| 6              | Mayke Vriesinga     | Nederland      |                                     | 16             | 14             | 15             | 11             | 9              |                | 14             | 17             | 18             | 23             | 13             | 150            |
| 7              | Manon Gremmen       | Nederland      | Husqvarna / Praktijk Centrum Bomen  |                |                | 13             | 30,1           | 13             | 2              | 2              | 12             | 9              | 20             | 14             | 139,1          |
| 8              | Lidia Tempert       | Nederland      | Boltrics                            | 26             | 9              | 25,1           | 9              | 14             | 4              | 11             | 15             |                | 18             |                | 131,1          |
| 9              | Eline Cox           | Nederland      |                                     | 5              |                | 3              | 20             |                | 18             | 30,1           |                | 14             |                |                | 90,1           |
| 10             | Liset Speelman      | Nederland      | Speelman / Exclusief Vastgoedbeheer | 7              |                | 12             |                | 7              | 14             |                | 11             | 13             |                | 17             | 81             |

Eendaagse wedstrijden:
NK kunstijs · 
Amsterdam · 
Open NK natuurijs · 
Winterswijk · 
Noordlaren ·
 Open VK natuurijs

Marathon Cup:
1. Groningen · 
2. Utrecht · 
3. Heerenveen ·
4. Den Haag · 
5. Haarlem · 
6. Hoorn · 
7. Deventer · 
8. Breda · 
9. Groningen · 
10. Tilburg · 
11. Heerenveen · 
12. Eindhoven · 
13. Alkmaar ·
14. Amsterdam · 
15. Finale Leeuwarden

Grand Prix:
 Weissensee:
Aart Koopmans Memorial · 
Sprint · 
Alternatieve Elfstedentocht ·
 Luleå:
Marathon · 
Sprint · 
Sea Ice Classic

Klassementen: KNSB Cup ·
Jongeren · 
Ploegen ·
Grand Prix ·
Brabantcup ·
Natuurijs vierdaagse
Lijst van schaatsmarathonrijders 2023/2024
1972/1973 ·
1973/1974 ·
1974/1975 ·
1975/1976 ·
1976/1977 ·
1977/1978 ·
1978/1979 ·
1979/1980 ·
1980/1991 ·
1980/1981 ·
1981/1982 ·
1982/1983 ·
1983/1984 ·
1984/1985 ·
1985/1986 ·
1986/1987 ·
1987/1988 ·
1988/1989 ·
1989/1990 ·
1990/1991 ·
1991/1992 ·
1992/1993 ·
1993/1994 ·
1994/1995 ·
1995/1996 ·
1996/1997 ·
1997/1998 ·
1998/1999 ·
1999/2000 ·
2001/2002 ·
2002/2003 ·
2003/2004 ·
2004/2005 ·
2005/2006 ·
2006/2007 ·
2007/2008 ·
2008/2009 ·
2009/2010 ·
2010/2011 ·
2011/2012 ·
2012/2013 ·
2013/2014 ·
2014/2015 ·
2015/2016 ·
2016/2017 ·
2017/2018 ·
2018/2019 ·
2019/2020 ·
2020/2021 ·
2021/2022 ·
2022/2023 ·
2023/2024 ·
2024/2025